# Late Night Christmas
Late Night Christmas är TV4:s julkonsert som sändes på julaftonskvällen år 2020. Konserten är en del av programserien Late Night Concert som föddes ur den rådande coronapandemin under 2020. När alla konserter och spelningar var inställda valde TV-kanaler runt om i världen att visa mer musik i tv och på streamingtjänster.

## Late Night Christmas 2020
Konserten 2020 spelades in på Cirkus och Hasselbacken på Djurgården i Stockholm. 
Artister som medverkar är bland andra Carola, The Mamas, David Lindgren, Jill Johnson, Måns Zelmerlöw och Benjamin Ingrosso.